# 選民力量
選民力量，香港政治團體，於2010年9月20日成立，成員主要由年青人與專業人士組成。現任主席為林雨陽，發言人為歐陽英傑(星屑醫生)，副發言人為香港人網前行政總裁，現任立法會議員陳志全（慢必），司庫為人民力量主席劉嘉鴻（劉嗡），宣傳及公關為前香港小姐袁彌明。

## 簡介
選民力量成立的主要目的是於2011年香港區議會選舉中狙擊民主黨、民協和民建聯等支持2012政改方案的政黨，從而表達對上述政黨的不滿。而其中尤其不滿民主黨等溫和民主派在通過政改前與中共談判時只堅持普選五個新增「區議會功能組別」，卻放棄要求普選時間表及廢除功能組別。同時選民力量亦認為，民主黨等溫和民主派在沒有對其選民作充分諮詢及重新授權下，最終投票贊成通過2012政改方案，是背棄了選民和競選時承諾力爭2012年普選的政綱，因此要於2011年區議會選舉及2012年立法會選舉參選，提出「票債票償」的口號。

## 成員名單
選民力量的成員以70後及80後為主。

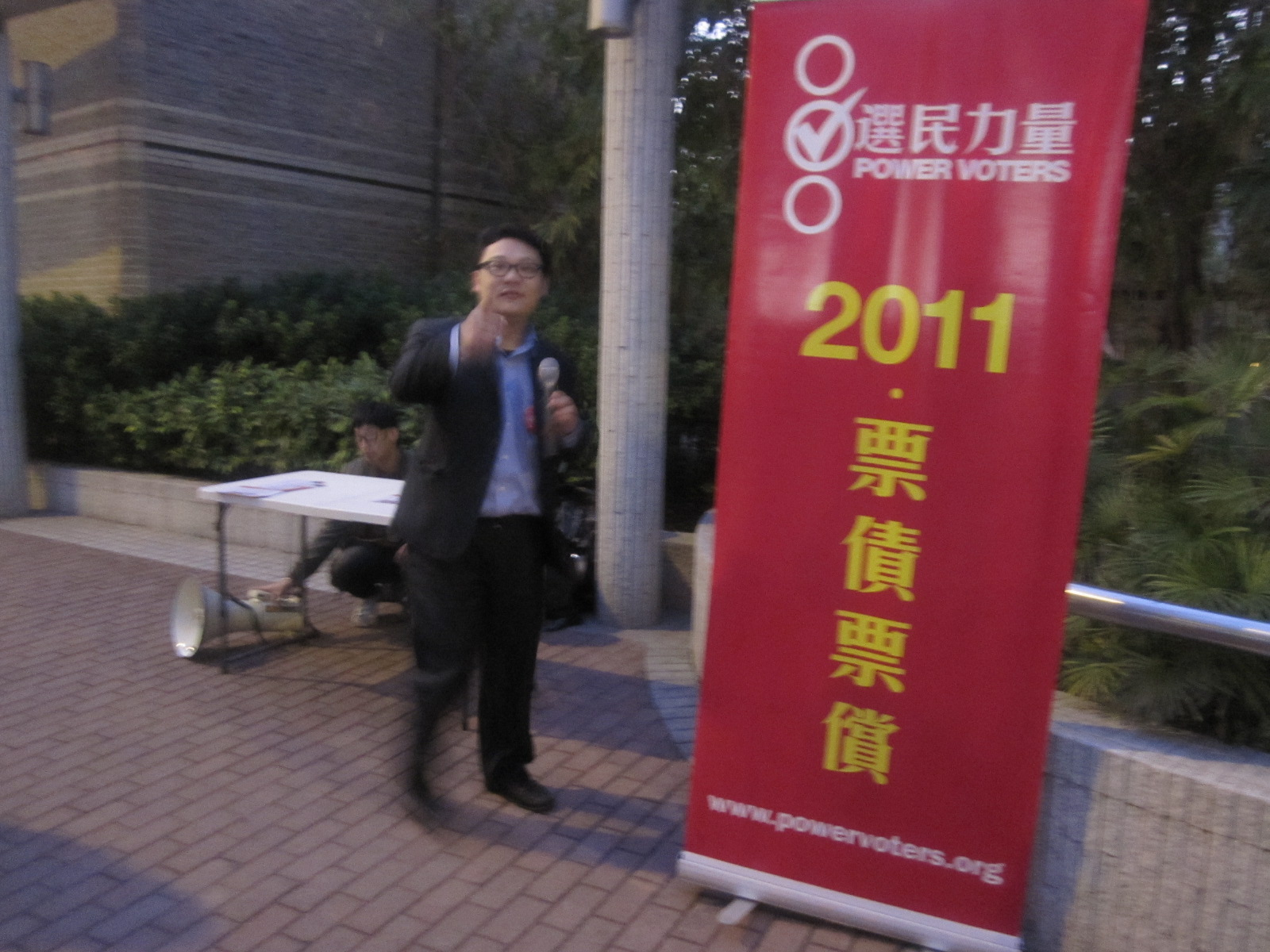
選民力量「劉嗡」劉嘉鴻開街站，宣傳政府將600億盈餘「回水」，每位市民回贈一萬元；宣傳向民主黨「票債票償」，要教訓出賣選民、通過了政改方案的民主黨。2011年2月22日，美孚。

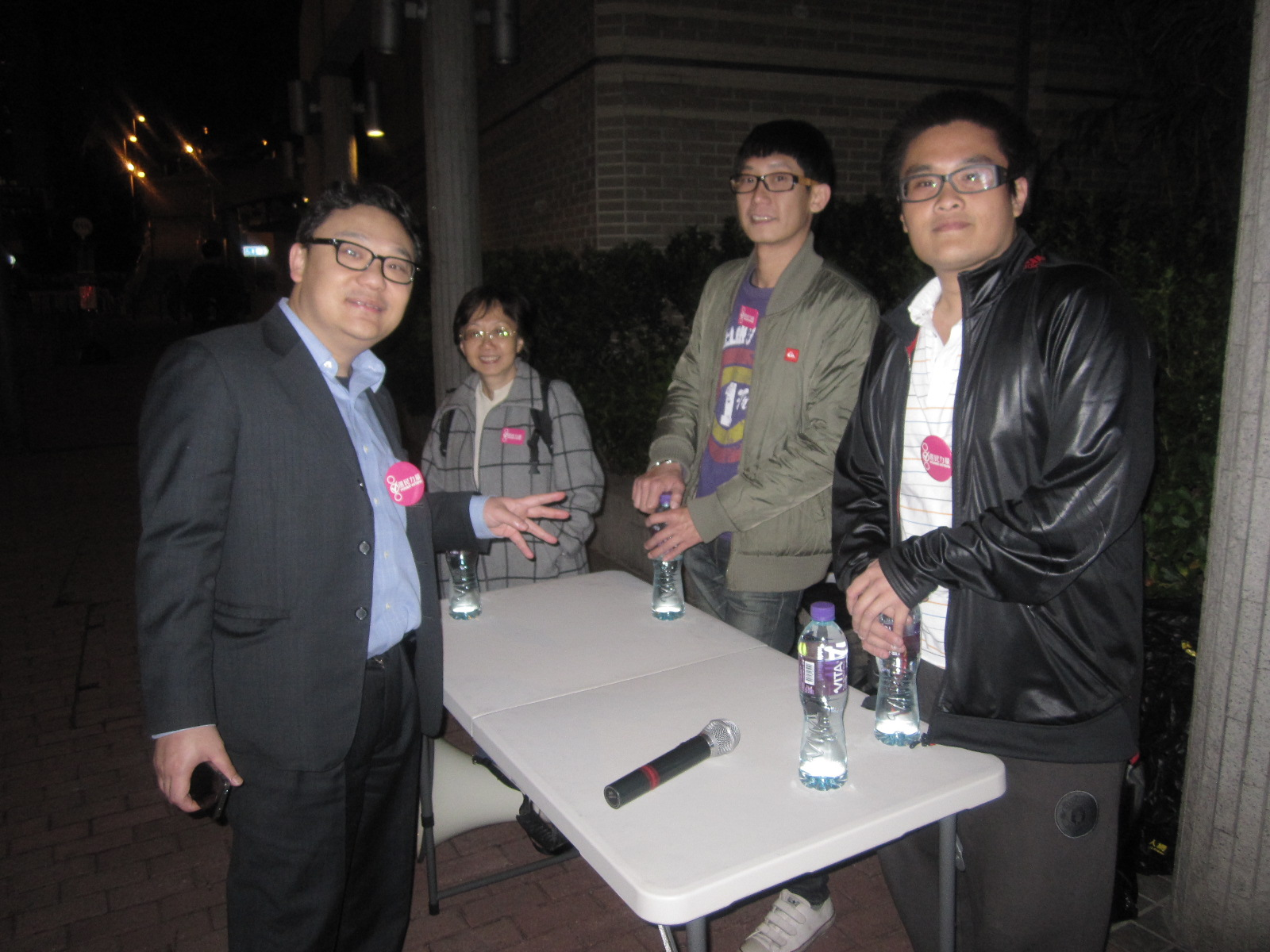
選民力量街站，劉嗡與眾義工。2011年2月22日，美孚。

- 陳志全，別名慢必，畢業於慈幼英文學校（中學部）及香港中文大學社會學系，前新城電台及商業電台DJ，曾經擔任一級奸爸爹、點正娛樂、家天下、馬路之友主持，網上電台香港人網前行政總裁，2012年立法會選舉地區直選（新界東）議員。
- 歐陽英傑，別名星屑醫生，註冊私家西醫[3]，畢業於拔萃男書院及香港大學李嘉誠醫學院。
- 劉嘉鴻，別名劉嗡，畢業於拔萃男書院及香港中文大學，曾兼任人民力量主席，其妹為嘉琳，現在謎米主持隨意門、，偶爾客串蕭遙遊。
- 袁彌明，在美國Tufts大學主修經濟學，參加2005年香港小姐，現在經營「袁彌明生活百貨」，售賣美容品及健康產品。
- 林雨陽，前公民黨創黨成員，曾經在溫哥華的華人電台擔任主持，謎米香港現任行政總裁及文人多話兒、網想最大黨節目監製暨主持。
- 譚得志，別名快必，前新城電台及商業電台DJ，與慢必共同出道。當慢必投身社運、在網台「香港人網」工作之時，快必早已投身社運，活躍於回歸基督精神同盟、基督路小教會，活躍於民間電台、「青苔」的社運媒體。快必也不滿民主黨支持政改、違背對民主派選民承諾，應慢必邀請加入選民力量。2013年7月，快必代表選民力量成為人民力量執委。
- 蘇浩

已退出成員
- 靳民知，前香港人網主持。
- 嚴達明

## 合組人民力量
2011年，與當時退出社會民主連線的黃毓民和陳偉業及其他組織包括普羅政治學苑、前綫和神州青年服務社合組階段性政治聯盟人民力量。其目標是要在2011年香港區議會選舉中狙擊支持政改方案的政黨，從而表達對上述政黨的不滿及為選民提供「第三」選擇。

## 外部連結
- 選民力量